# 苏尔东
苏尔东（法語：Sourdon，法語發音：[suʁdɔ̃]）是法国上法蘭西大區索姆省的一个市镇，属于蒙迪迪耶区。

## 地理
苏尔东（49°42'36"N, 2°23'51"E）面积5.12 平方千米，位于法国上法蘭西大區索姆省，该省份为法国北部沿海省份，北起加来海峡省和北部省，西接滨海塞纳省和大西洋英吉利海峡，南至瓦兹省，东临埃纳省。
与苏尔东接壤的市镇（或旧市镇、城区）包括：希尔蒙、埃斯克兰维莱尔、格里韦讷、卢夫勒希、托里。

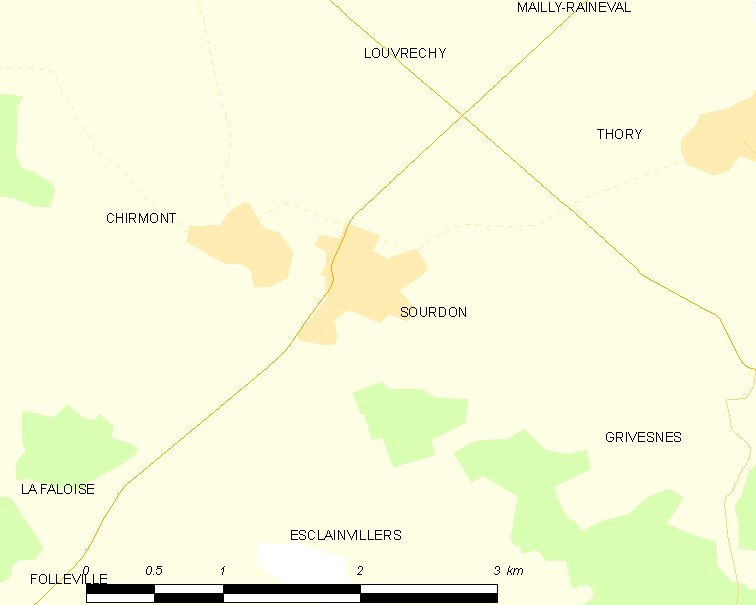
苏尔东的OSM定位图

苏尔东的时区为UTC+01:00、UTC+02:00（夏令时）。

## 行政
苏尔东的邮政编码为80250，INSEE市镇编码为80740。

## 政治
苏尔东所属的省级选区为努瓦河畔阿伊县。

## 人口

1962-2008年间苏尔东人口变化图示

苏尔东于2022年1月1日时的人口数量为308人。